# الکساندر سلیوانوف
الکساندر سلیوانوف (اوکراینی: Селиванов Александр Анатольевич؛ زادهٔ ۷ اوت ۱۹۷۷) بازیکن فوتبال اهل اوکراین است.